# Бумеранг (локатор выстрела)

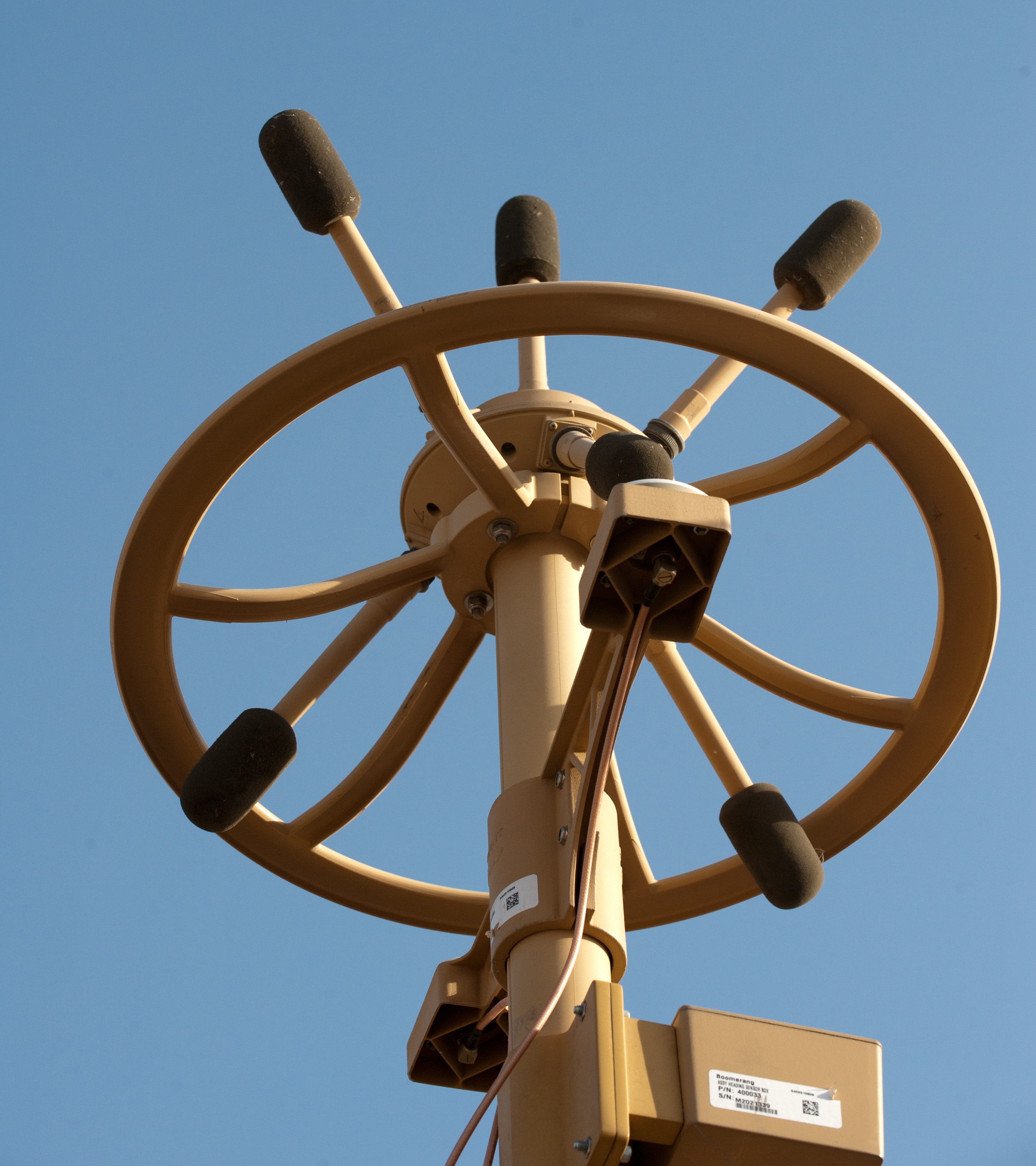
Система «Boomerang 3» в Афганистане

Бумеранг —  локатор выстрела, разработанный DARPA и BBN Technologies для использования, главным образом, против снайперов. Бумеранг устанавливается на такие транспортные средства как Humvee, Страйкер и боевые машины MRAP. Существовали планы по интеграции с системами Land Warrior.

## История создания
Бумеранг родился из программы Министерства обороны США в 2003 году, спустя месяцы после завершения 1 мая боевых действий в Иракской войне, когда стало ясно, что американские войска чаще подвергаются нападению растущего числа агрессивных повстанцев. Часто войска в шумных Хаммерах не замечали, что находятся под обстрелом, пока в кого-то не попадали. Министр обороны США Дональд Рамсфельд обратился к DARPA в надежде получить в кратчайшие сроки решение, которое будет полезным в этой ситуации. Рамсфелд был согласен на, возможно, и не идеальное решение, но которое точно будет лучше, чем ничего.
Армия США и Командование специальных операций США начали в 2003 году использовать французские антиснайперские комплексы PILAR (выпущенные в ограниченном количестве, так как цена в 65 000 долларов была слишком высока для массового применения). Этот факт сподвиг DARPA на разработку новой, более доступной системы. Карен Вуд, руководитель программы в DARPA, отметил, что предыдущая работа BBN была самой впечатляющей, из всех представленных. BBN ранее разработала менее сложную систему обнаружения снайперов под названием «Bullet Ears» при спонсорской поддержке DARPA в 1997 году.
Новые требования (возможности системы):
- Определение положения стрелка с точностью до 15 градусов в течение 1 сек. после выстрела
- Точность дистанции от 1 до 30 метров
- Способность обнаружить и локализовать (определить положение) огонь из АК-47 и других видов стрелкового оружия на дистанции от 50 до 150 метров
- Надежная работа в городских условиях (с низкими зданиями)
- Работоспособность при движении на скорости до 60 миль в час
- Устойчивость к воздействию песка, камней и солнечного света
- Голосовое оповещение, также вывод на светодиодную панель
- Блоки микрофонов и электроники должны быть заменяемы[4]

Первый прототип был представлен за 65 дней. Трудностями, которые нужно было преодолеть, были: фильтрация шумов от собственного транспортного средства (звуки двигателя и радио), необходимость игнорировать звуки только похожие на выстрел (например, фейерверк или выхлоп автомобиля), звук рикошета и собственных выстрелов. Первая партия была испытана в боевых действиях Ирака. Дальнейшие усовершенствования привели ко второму и третьему поколению (названия Бумеранг, Бумеранг II и III соответственно). В июне 2008 года был подписан контракт на 73,8 миллиона долларов между Армией США и BBN на поставку 8131 систему Бумеранг (в контракт входят также запасные детали и обучение солдат)
В 2005 Бумеранг был награждён DARPA «За Значительное Техническое Достижение» и MITX «За Технологический прорыв года».

## Использование
Бумеранг устанавливается на мачте в задней части автомобиля и состоит из семи небольших микрофонов. Датчики обнаруживают и измеряют как звук выстрела, так и сверхзвуковую ударную волну (и поэтому неэффективны против дозвуковых боеприпасов). Каждый микрофон сканирует звук с небольшой разницей во времени. Далее используются сложные алгоритмы для вычисления направления пули, расстояния над землей и дальность до стрелка, исчисляемое менее чем за одну секунду. Солдаты получают одновременно зрительное и слуховое оповещение о точке выстрела (светодиодный дисплей и динамик расположены внутри транспортного средства). Например, если кто-то ведет огонь с тыла, система объявляет Shot, 6:00, а компьютер сообщает пользователю данные стрелка: тип снаряда, баллистику (высоту и азимут).
Бумеранг может работать в экстремальных погодных условиях, на открытой местности и в городских условиях. BBN утверждает, что ложные срабатывания возможны в 1 раз за тысячу часов работы системы на движущемся со скоростью больше 50 миль/час автомобиле.
Бумеранг, однако, не гарантирует обнаружение выстрела с использованием глушителя.

## Похожие разработки
Начиная с 2011 года Армия США начала использование индивидуальных средств обнаружения выстрела (ИСОВ), схожих с «Бумерангом» в функциональности и назначении, однако они являются частью экипировки солдат пехоты.